# Allium zhobicum
Allium zhobicum — вид квіткових рослин з підродини цибулевих (Allioideae). Ендемік зх. Пакистану.